# Judy Foote
Judy May Foote, née le 23 juin 1952 à Grand Bank, est une directrice de relations publiques, journaliste et une femme politique canadienne, membre du Parti libéral de Terre-Neuve-et-Labrador et du Parti libéral du Canada. Elle est la lieutenante-gouverneure de Terre-Neuve-et-Labrador de 2018 à 2023.

## Biographie

### Politique provinciale
Judy Foote entama sa carrière politique sur la scène provinciale en servant comme députée libérale de la circonscription terre-neuvienne de Grand Bank à partir des élections de 1996. Réélue en 1999 et en 2003, elle ne se représenta pas en 2007. Durant ses trois mandats, elle fut ministre du Développement et du renouveau rural de 1996 à 1997, de l'Industrie, du Commerce et de la Technologie de 1997 à 1998, de l'Éducation de 1998 à 2003 et à nouveau de l'Industrie, du Commerce et du Développement rural en 2003.

### Politique fédérale
Élue députée du Parti libéral du Canada dans la circonscription de Random—Burin—St. George's en 2008, elle fut réélue en 2011 et en 2015 dans la circonscription nouvelle créée de Bonavista—Burin—Trinity. De 2011 à 2015, elle est la whip du Parti libéral du Canada.
Le 24 août 2017, après un congé pour raisons personnelles depuis avril 2017, Foote a annoncé sa démission immédiate du cabinet fédéral pour raisons personnelles, souhaitant rester proche de sa famille alors qu'elle découvrait leur avoir transmis un gène cancérogène. Elle annonce également sa volonté de quitter son poste de député rapidement, ce qui sera fait en septembre, actant son départ de la vie politique.

### Lieutenante-gouverneure
Le 20 mars 2018, le premier ministre Justin Trudeau annonce la nomination de Judy Foote comme lieutenante-gouverneure de Terre-Neuve-et-Labrador. Elle entre en fonction le 3 mai suivant. Elle quitte ses fonctions le 14 novembre 2023.

## Héraldique
Judy Foote s'est vue concéder des armoiries le 15 mai 2019.
| Mind over body |
| -------------- |

| L'écu de Judy Foote se blasonne ainsi : D’azur aux filets posés en croix et posés en sautoir à une losange posée en fasce brochante, le tout d’argent, chargée d’un sanglier passant d’azur, armé et onglé de gueules, environnée d’empreintes de pattes de chien d’or. |